# 天愛るりあ
天愛 るりあ（あまな るりあ、9月19日 - ）は、宝塚歌劇団月組に所属する娘役。
岡山県岡山市、岡山城東高等学校出身。身長164.5cm。愛称は「あまちゃん」、「るりあ」。

## 来歴
2014年、宝塚音楽学校入学。
2016年、音楽学校卒業後、宝塚歌劇団に102期生として入団。入団時の成績は10番。星組公演「こうもり／THE ENTERTAINER!」で初舞台。その後、月組に配属。
2023年のショー「Deep Sea」で初のエトワールに抜擢。
2025年11月17日付で月組から星組へ組替えとなることが発表された。2026年1月1日からの星組宝塚大劇場公演より星組生として出演する予定。

## 人物
実妹は宝塚OGの天咲礼愛である。

## 主な舞台

### 初舞台
- 2016年3 - 4月、星組『こうもり』『THE ENTERTAINER!』（宝塚大劇場のみ）

### 月組時代
- 2016年6 - 9月、『NOBUNAGA〈信長〉-下天の夢-』 - 新人公演：きく（本役：茜小夏）『Forever LOVE!!』
- 2017年1 - 3月、『グランドホテル』 - 新人公演：電話交換手『カルーセル輪舞曲（ロンド）』
- 2017年4 - 5月、『瑠璃色の刻（とき）』（ドラマシティ・TBS赤坂ACTシアター）
- 2017年7 - 10月、『All for One』 - 新人公演：オルタンス（本役：紫乃小雪）
- 2017年11 - 12月、『鳳凰伝』『CRYSTAL TAKARAZUKA-イメージの結晶-』（全国ツアー）
- 2018年2 - 5月、『カンパニー-努力（レッスン）、情熱（パッション）、そして仲間たち（カンパニー）-』 - 新人公演：グラビアアイドル（本役：叶羽時）／女子高生／バレエ団員『BADDY（バッディ）-悪党（ヤツ）は月からやって来る-』
- 2018年6 - 7月、『THE LAST PARTY〜S. Fitzgerald’s last day〜』（日本青年館・ドラマシティ） - RURIA／読者／記者
- 2018年8 - 11月、『エリザベート-愛と死の輪舞（ロンド）-』 - 娼婦、新人公演：黒天使
- 2019年1月、『Anna Karenina（アンナ・カレーニナ）』（バウホール） - マクシモア夫人
- 2019年3 - 6月、『夢現無双』 - お花、新人公演：武蔵（少年）（本役：香咲蘭）『クルンテープ 天使の都』
- 2019年7 - 8月、『チェ・ゲバラ』（日本青年館・ドラマシティ） - 娼婦
- 2019年10 - 12月、『I AM FROM AUSTRIA-故郷（ふるさと）は甘き調（しら）べ-』 - 新人公演：クリスタ（本役：姫咲美礼）
- 2020年2月、『赤と黒』（御園座） - 貴族女
- 2020年9 - 2021年1月、『WELCOME TO TAKARAZUKA-雪と月と花と-』『ピガール狂騒曲』 - モーム[注釈 2]
- 2021年2 - 3月、『ダル・レークの恋』（TBS赤坂ACTシアター・ドラマシティ） - カマラの侍女
- 2021年5 - 8月、『桜嵐記（おうらんき）』 - 南朝の女房／百姓の女、新人公演：勝子（本役：桜奈あい）『Dream Chaser』
- 2021年10月、『LOVE AND ALL THAT JAZZ』（バウホール） - カトリーヌ／ジゼラ
- 2022年1 - 3月、『今夜、ロマンス劇場で』 - かき氷屋、新人公演：ばあや（本役：夏月都）『FULL SWING!』
- 2022年5月、『ブエノスアイレスの風』（ドラマシティのみ）
- 2022年7 - 8月、『グレート・ギャツビー』（宝塚大劇場） - リリー
- 2022年9 - 10月、『グレート・ギャツビー』（東京宝塚劇場） - リリー、新人公演：ヒルダ（本役：夏月都）
- 2022年11 - 12月、『ELPIDIO（エルピディイオ）』（KAAT神奈川芸術劇場・ドラマシティ） - グラシェラ
- 2023年2 - 4月、『応天の門』 - 愛蓮『Deep Sea-海神たちのカルナバル-』 初エトワール[注釈 1][3][4]
- 2023年6月、『月の燈影（ほかげ）』（バウホール） - 文字春
- 2023年8 - 11月、『フリューゲル-君がくれた翼-』 - アメリ・フォーゲル『万華鏡百景色（ばんかきょうひゃくげしき）』
- 2024年1月、『G.O.A.T』（梅田芸術劇場）
- 2024年3 - 7月、『Eternal Voice 消え残る想い』 - クララ『Grande TAKARAZUKA 110!』
- 2024年8 - 9月、『BLUFF（ブラフ）』（プレイハウス・バウホール） - ジェシカ
- 2024年11 - 2025年3月、『ゴールデン・リバティ』 - ホリー『PHOENIX RISING（フェニックス・ライジング）』
- 2025年4 - 5月、『花の業平／PHOENIX RISING』（全国ツアー） - とね
- 2025年7 - 11月、『GUYS AND DOLLS』 - ファーガソン／ハバナの女A（宝塚大劇場公演代役）[注釈 3]

### 星組時代
- 2026年1 - 4月、『恋する天動説／DYNAMIC NOVA』

## 出演イベント
- 2023年10月、第56回『宝塚舞踊会』